# Jasany v Hostouni
Jasan v Hostouni a Jasan v Hostouni 2 jsou památné stromy v obci Hostouň, okres Kladno.
Přibližně 165leté  jasany ztepilé (Fraxinus excelsior) rostou na severním svahu v nadmořské výšce 340 m, mezi zástavbou při severovýchodním okraji obce. Třebaže jsou oba stromy od sebe vzdáleny necelých 60 metrů, netvoří jeden pohledový a ani ochranný celek; památným stromem je prohlášen každý zvlášť (i když souběžně, od roku 1995).
Jasan v Hostouni
- v parčíku východně od požární nádrže a jižně ulice Kladenská (50°6′53″ s. š., 14°12′13″ v. d.)
- výška 20 m (1995), 22 m (2010)
- obvod kmene 370 cm (1995), 380 cm (2010)

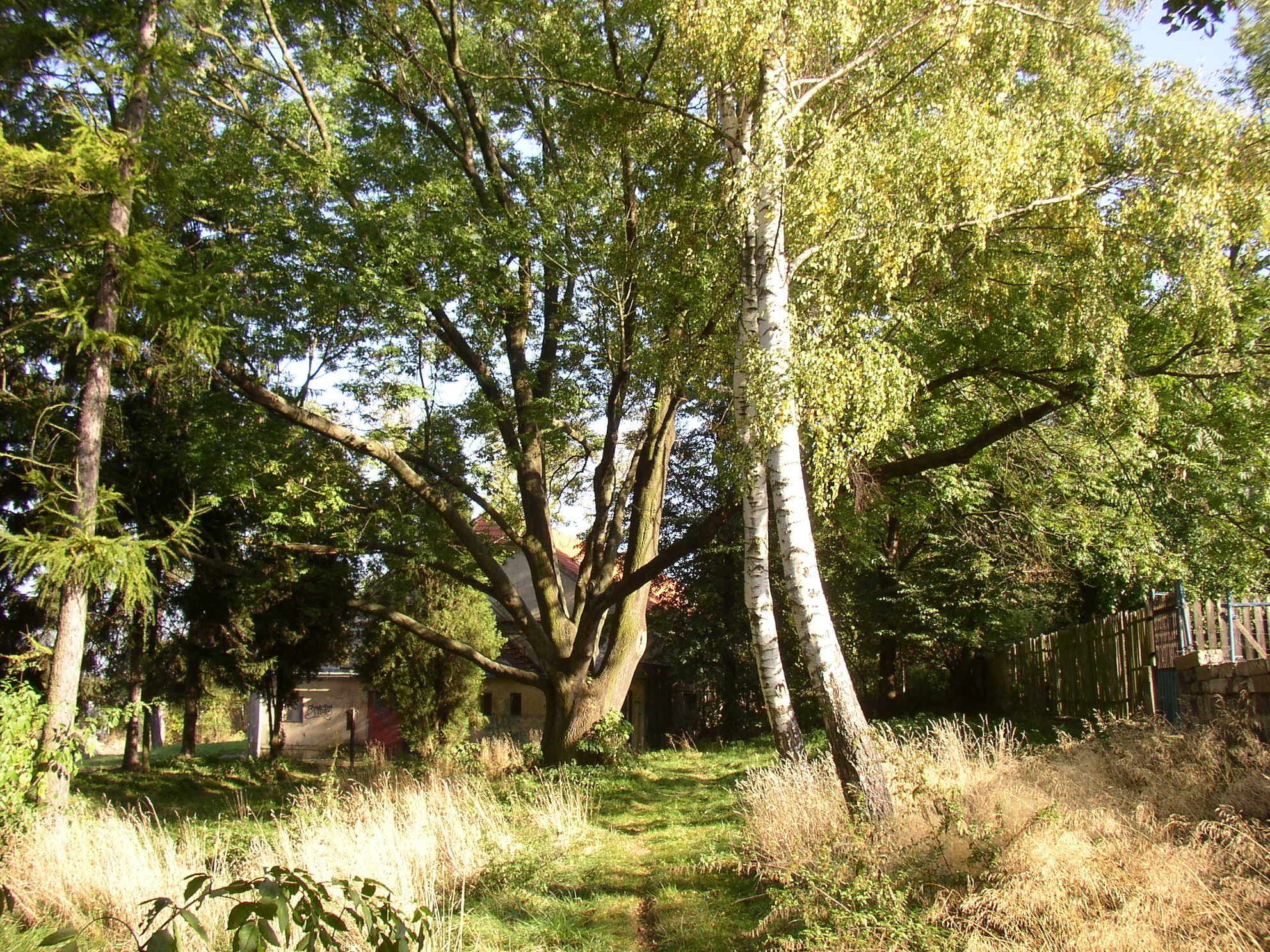
Celkový pohled od západu
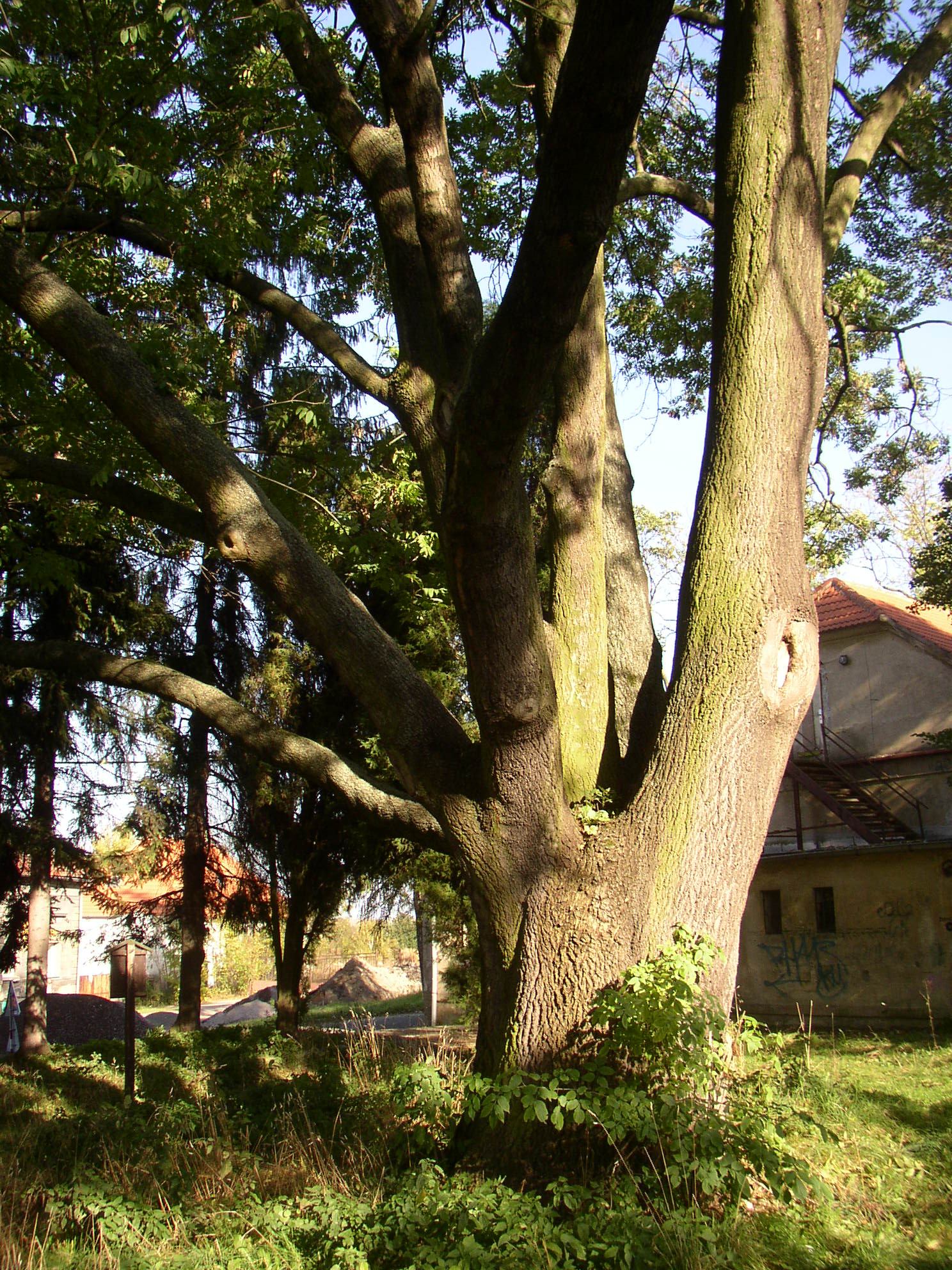
Kmen zblízka

Jasan v Hostouni 2
- po severní straně ulice Kladenská (50°6′54″ s. š., 14°12′16″ v. d.)
- výška 18 m (1995), 19 m (2010)
- obvod kmene 320 cm (1995), 330 cm (2010)

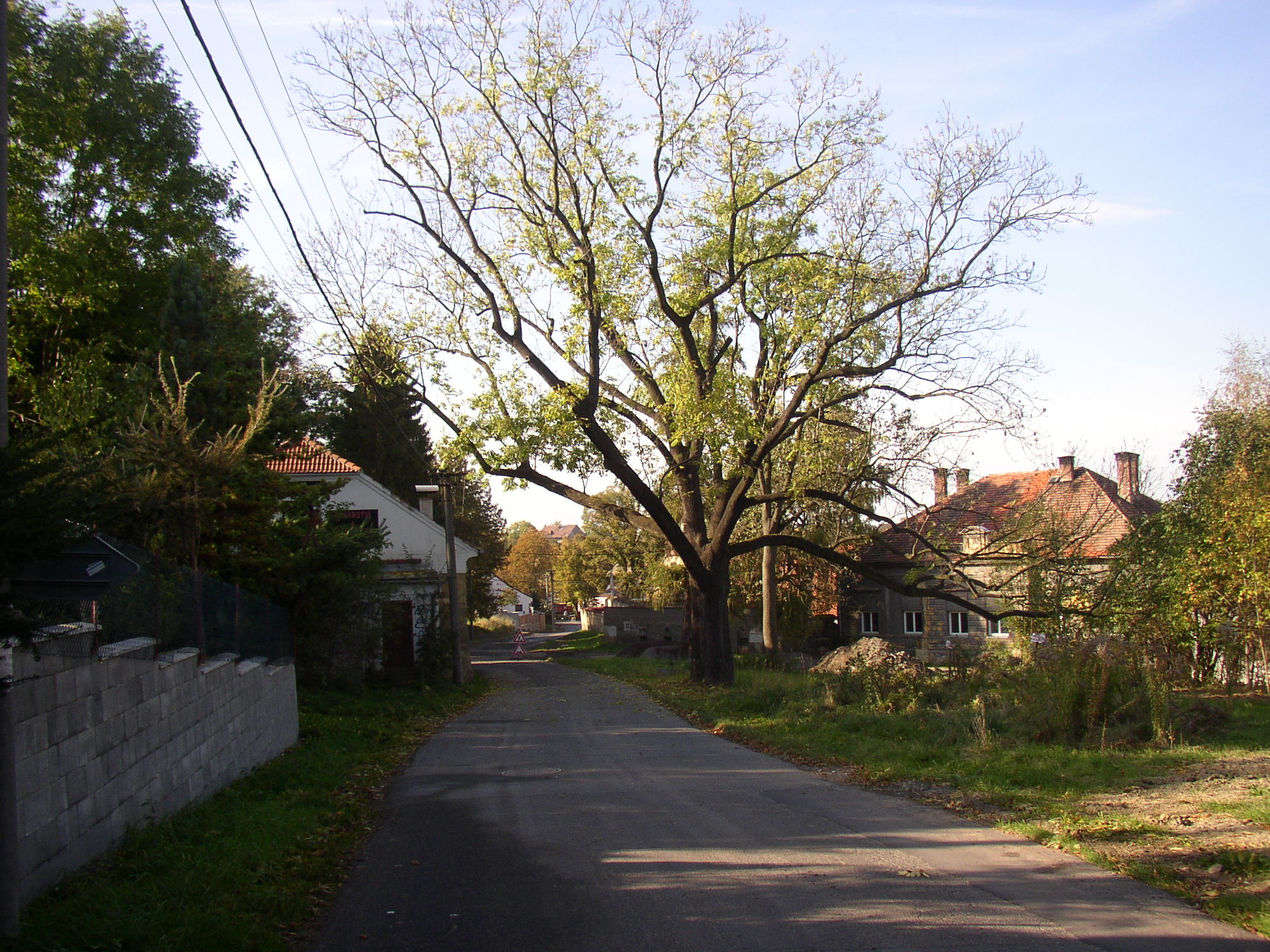
Celkový pohled od východu
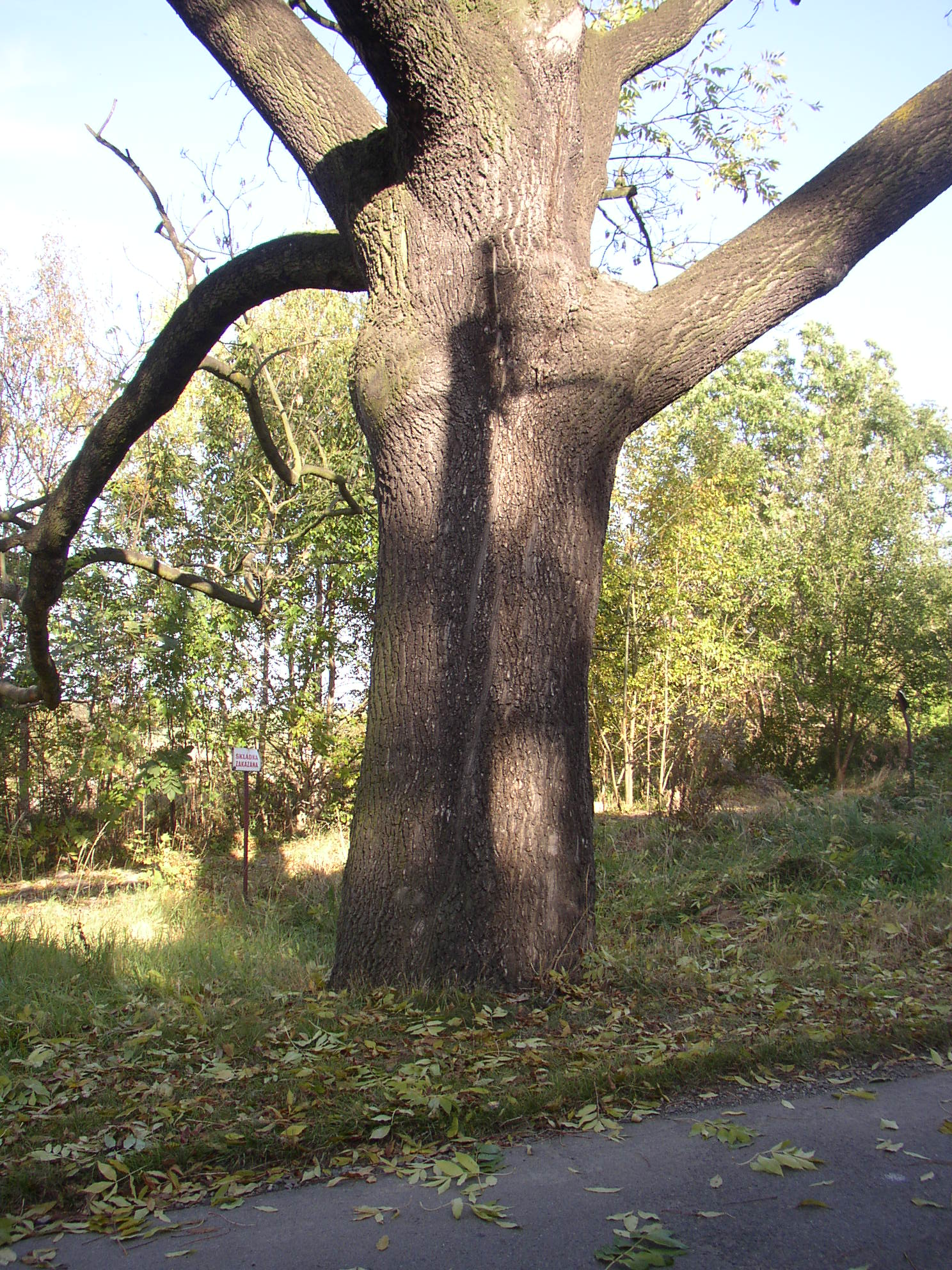
Kmen zblízka
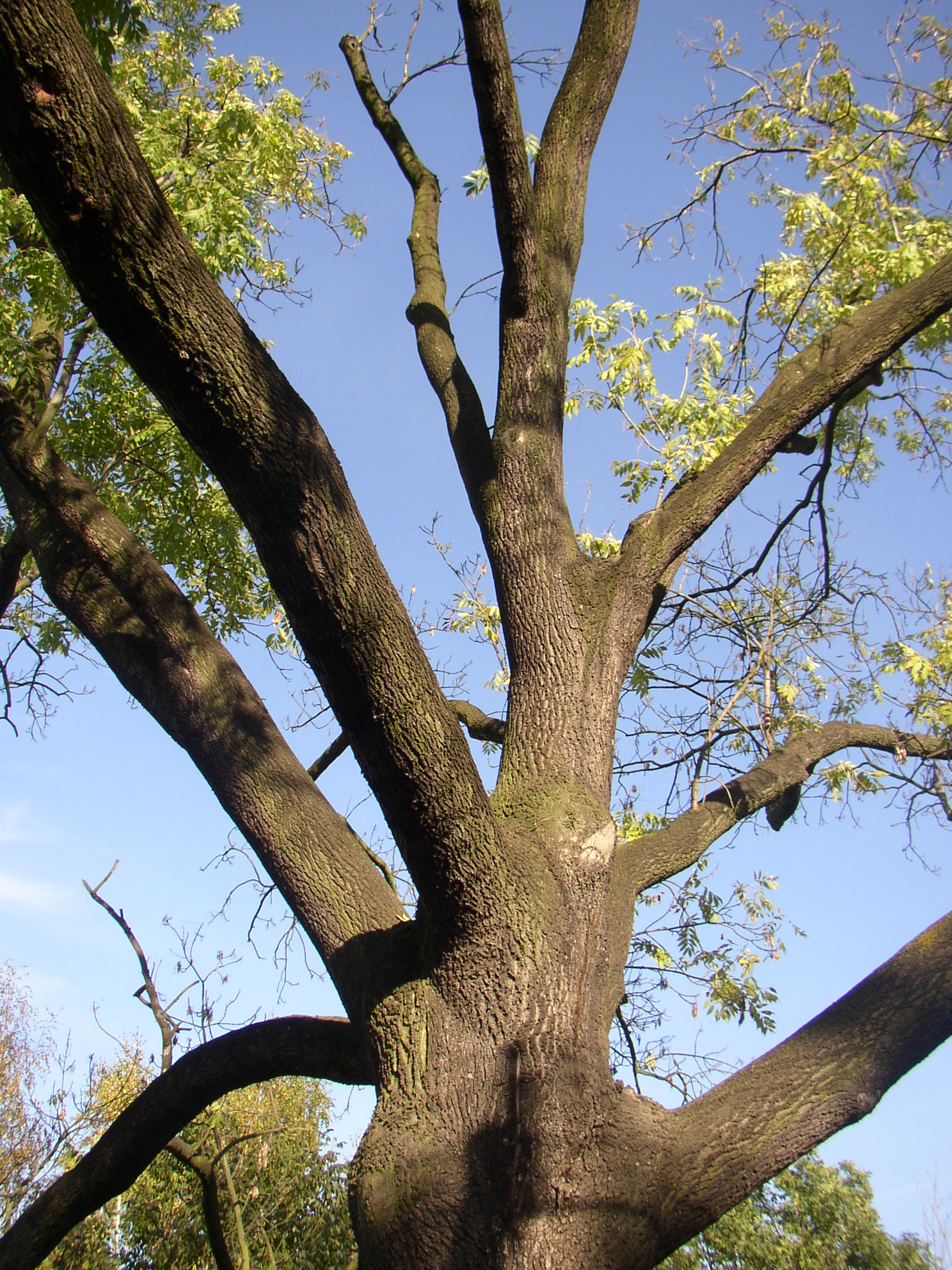
Rozvětvení koruny

## Stromy v okolí
- Buk u Tuchoměřic
- Duby v Dolanech
- Hostivická lípa
- Javory v Kyšicích
- Jinan v Červeném Újezdě
- Lidická hrušeň
- Lípa u Michova mlýna (Okoř)
- Lípa v Hájku
- Lípy v Hostivici
- Lípa v Kyšicích
- Muk Na kocourku (Kyšice)
- Vrapický dub